# Bada
Bada is een besturingssysteem voor mobiele telefoons ontwikkeld door Samsung Electronics. Het woord bada is Koreaans voor 'oceaan'. Dit is volgens de fabrikant een verwijzing naar de onbegrensde mogelijkheden van het besturingssysteem. Het besturingssysteem bada werd op 10 november 2009 aangekondigd en de eerste versie verscheen begin 2010.

## Samsung Wave
Het eerste toestel dat draait op het Bada OS is de Samsung Wave GT-S8500 die voor het eerst getoond werd in februari 2010 op het Mobile World Congress 2010 in Barcelona. Deze smartphone heeft een aantal unieke features zoals een Super Amoled-scherm, maar ook een 1GHz-processor en eenvoudig toegang tot sociaalnetwerksites zoals Hyves en Facebook dankzij Social Hub.